# Institutet för ny teknik
Institutet för ny teknik (finska: Ammattienedistämislaitos, AEL) i Helsingfors är Finlands ledande fortbildningsinstitut inom den tekniska sektorn.
Institutet för ny teknik grundades 1921 under namnet Anstalten för yrkenas främjande på initiativ av Viktor von Wright och upprätthålls sedan 1922 av en stiftelse, där bland annat dåvarande Arbetsgivarnas i Finland centralförbund och Lantbrukarcentralen MTK ingick som stiftande medlemmar. 
Institutet för ny teknik anordnar fortbildningskurser i olika specialbranscher inom näringslivet, däribland fordons- och automationsteknik, elektronik och datateknik, energi- och elteknik, fastighetsskötsel, transport och underhåll, grafisk teknik, verkstads-, process- och miljöteknik, pappers-, kartong-, cellulosa- och sågteknik, plastteknologi och informationsteknologi. Totalt arrangerar institutet årligen omkring 2 100 kurser av olika längd med inemot 37 000 deltagare (2010). Anstalten bar 1929–1972 huvudansvaret för trafiklärarutbildningen. AEL kvalitetscertifierades som första institut i Finland enligt standarden ISO 9001 och administrerar databasen ALVAR för yrkes- och specialyrkesexamina.